# 秀貴人
秀貴人（しゅうきじん、？ - 乾隆10年（1745年）10月14日）は、清の乾隆帝の妃嬪。姓や出自は不明。

## 生涯
彼女がいつ、どのような経緯で乾隆帝の後宮に迎えられたのかは不明である。
雍正13年（1735年）9月24日、即位したばかりの乾隆帝は詔を下し、高氏側福晋を貴妃に、那拉氏側福晋を妃に、蘇氏と黄氏の格格を嬪に、金氏の格格を貴人に、海氏と陳氏の格格を常在に封じたが、この中に秀貴人の名はなかった。これは、彼女が乾隆帝の即位前、潜邸時代の侍妾ではなかったことを示している。
乾隆2年（1737年）11月24日、乾隆帝は後宮にいる2名の常在を貴人に昇格させるよう命じた。現代の研究者・王冕森によると、海常在と陳常在は同年5月11日（一説には5月12日）にすでに貴人に昇格していたため、11月24日に昇格した2名の常在は、乾隆帝即位後に後宮に迎えられた怡嬪柏氏と秀貴人であった可能性がある。しかし、この推測にはさらなる考証が必要である。
乾隆10年（1745年）10月14日、秀貴人は薨去し、そのわずか4日後に張常在も薨去した。
乾隆17年（1752年）、裕陵の建設工事が完了し、欽天監によって吉日が選定された。その結果、同年10月13日に孝賢皇后の梓宮が裕陵へ奉移されることとなった。この日、孝賢皇后の梓宮とともに、慧賢皇貴妃、哲憫皇貴妃、儀嬪の金棺、および秀貴人と張常在の彩棺も裕陵へ奉移された。儀嬪、秀貴人、張常在の3人は裕陵妃園寢に埋葬され、同年10月27日、正式に奉安された。
なお、『昌瑞山万年統志』には誤って、儀嬪、秀貴人、張常在の埋葬が乾隆11年（1746年）10月27日であると記されている。

## 登場作品
- 如懿伝 〜紫禁城に散る宿命の王妃〜（2017年、中国、演：趙若汐）

## 伝記資料
- 『清史稿』